# Klaus Tochtermann (Ruderer)
Klaus Tochtermann (* 15. Februar 1927; † 23. März 2017) war ein deutscher Zahnarzt und Rudersportler.

## Werdegang
Klaus Tochtermann hat sich von früher Jugend an für den Rudersport interessiert. Er ruderte zunächst für die Heilbronner Rudergesellschaft Schwaben und wechselte 1951 zum Mannheimer Ruderverein Amicitia von 1876. Von 1947 bis 1951 war er viermal deutscher Vizemeister im Vierer mit Steuermann, 1948 belegte er den dritten Platz. Mit Mannheim wurde er 1953 Deutscher Meister im Achter in der Besetzung Walter Salzmann, Dieter Kempf, Heinrich Blank, Tochtermann, Paul Deblitz, Siegfried Kuhlmey-Becker, Manfred Bartholomä, Rolf Alles und Steuermann Hans Bichelmeier. 1954 siegte Mannheim erneut bei den Deutschen Meisterschaften im Achter, aus der Vorjahres-Crew waren drei Ruderer ausgewechselt worden.
Schließlich wurde er nach seiner Rückkehr in den Vierer mit Steuermann 1955 auch in dieser Disziplin Deutscher Meister zusammen mit Paul Deblitz, Hermann Schüler, Hubert Eckert und Hans Bichelmeier.
Nach seiner Zeit bei der Mannheimer Amicitia wechselte er zurück nach Heilbronn zur dortigen Heilbronner Rudergesellschaft Schwaben. In Heilbronn betrieb er ab 1961 eine Zahnarztpraxis. Dort wurde er 1962 auch stellvertretender Vorsitzender des Rudervereins und seit 1965 dessen Rudertrainer. 1967 wurde er zum Vorsitzenden seines Vereins gewählt, ein Amt, das er bis 1976 bekleidete. Nach seinem Rücktritt vom Amt des Vorsitzenden der Heilbronner Rudergesellschaft wurde er zum Ehrenvorsitzenden seines Vereins ernannt. 2017 ist er im Alter von 90 Jahren gestorben.
Für seine sportlichen Erfolge wurde er am 1. Dezember 1953 von Bundespräsident Theodor Heuss mit dem Silbernen Lorbeerblatt ausgezeichnet.